# 17 Лиры
17 Лиры (17 Lyr) — двойная звезда в созвездии Лиры, находящаяся на расстоянии приблизительно 132 световых лет от Земли. Главная звезда имеет пятую звёздную величину, спектральный класс F0V и температуру поверхности 7500 К. Бело-жёлтый карлик, размером приблизительно с Солнце, но ярче и горячее. Компаньон имеет девятую звёздную величину, спектральный класс неизвестен. Звезда Глизе 747AB (или Койпер 90) считалась третьим компаньоном системы (17 Лиры С), пока не стало очевидно, что параллаксы и собственное движение слишком сильно отличаются для кратной системы.